# AS Aïn M'lila
El AS Aïn M'lila (en árabe: جمعية عين مليلة‎) es un equipo de fútbol de Argelia que juega en la Championnat National de Première Division, la máxima división de fútbol en el país.

## Historia
Fue fundado en el año 1933 en la ciudad de Aïn M'lila y fue hasta 1984 que consiguió el ascenso a la Algerian Ligue Professionnelle 1 por primera vez en su historia como tercer lugar de la segunda categoría.
En la temporada 1990/91 el club estuvo cerca de ganar el título de liga, pero se tuvo que conformar con el tercer lugar, y para la temporada 1993/94 llegaron a la final de la Copa de Argelia, la cual perdieron ante el JS Kabylie con marcador de 0-1 en el Stade 5 du Julliet en Argel con un gol al minuto 88.
El club estuvo hasta la temporada 1998/99 en la primera categoría hasta que descendió por el cambio de formato de competición en la liga. En la temporada 2000/01 regresan a la primera división, pero descendieron tras una sola temporada.
Dos temporadas más tarde el club descendió a la recién creada División Inter-Regional, donde permaneció hasta que logró el ascenso a la Liga Nacional de Fútbol Aficionado.
El 12 de mayo de 2017 el club consigue regresar al Algerian Ligue Professionnelle 2.

## Palmarés
- Liga Nacional de Fútbol Aficionado: 1

2016/17